# Purge de Mongolie-Intérieure

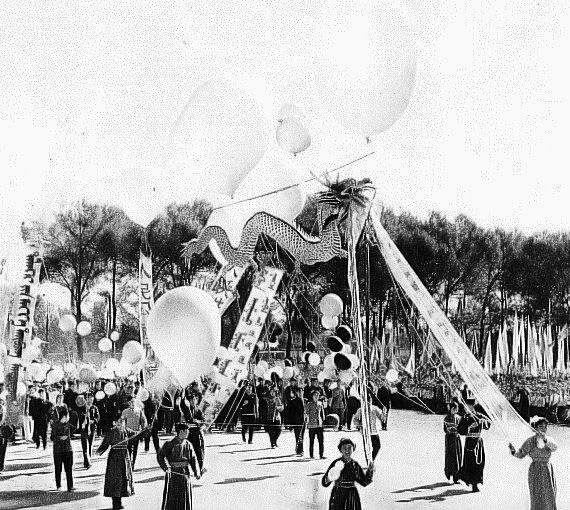
Parade du 10e anniversaire de la république populaire de Chine à Hohhot en 1959, comportant des banderoles en écriture mongoles et chinoises.

La purge du Parti révolutionnaire du peuple de Mongolie-Intérieure (aussi connue sous le nom d'incident de Mongolie-Intérieure) a été une purge politique massive pendant la révolution culturelle en Chine dans la région autonome de Mongolie-Intérieure,,,. Elle a été soutenue par le Comité central du Parti communiste chinois et dirigée sur place par Teng Haiqing, un lieutenant-général (zhong jiang) de l'Armée populaire de libération,. Elle s'est déroulée de 1967 à 1969 au cours de laquelle plus d'un million de personnes ont été classées « contre-révolutionnaires » ou « séparatistes » parmi les membres du Parti révolutionnaire du peuple de Mongolie-Intérieure (PRP), déjà dissous au sein du Parti communiste chinois (PCC) et qui prônait le droit à l'autodétermination de la minorité mongole, ce que ne pouvait tolérer le régime et l'incita ainsi à organiser cette purge ; des lynchages et des massacres directs ont fait des dizaines de milliers de morts, dont la plupart étaient des Mongols,,,,,,,,.
Selon l'acte d'accusation officiel du Parquet populaire suprême chinois, prononcé en 1980 après la révolution culturelle, pendant la purge, 346 000 personnes ont été arrêtées, plus de 16 000 ont été persécutées à mort ou tuées directement, et plus de 81 000 ont été blessées et handicapées de façon permanente,,,,,,. Selon d'autres estimations, le nombre de morts se situerait entre 20 000  et 100 000, tandis que des centaines de milliers de personnes ont été arrêtées et persécutées et plus d'un million de personnes ont été touchées,,,,,,,.
Après la révolution culturelle, la purge a été considérée comme une erreur et les victimes réhabilitées par le Parti communiste (pendant la période « Boluan Fanzheng ») mais le commandant de la purge, Teng Haiqing, n'a fait l'objet d'aucun procès ni sanction légale parce que le Comité central du PCC prenait en compte ses états de ervice dans les conflits passés,,,,. En revanche, certains des affiliés de Teng ont été condamnés à diverses peines de prison, un des principaux affiliés mongols condamné à 15 ans de prison.

## Contexte historique

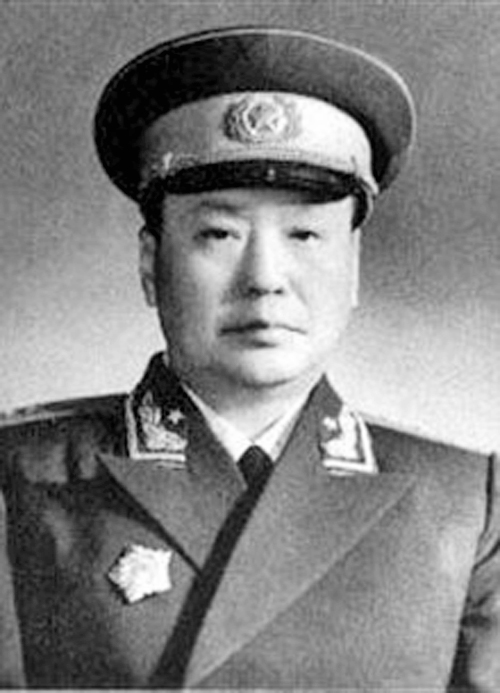
Ulanhu

En mai 1966, Mao Zedong a lancé la révolution culturelle. Du 7 juin au 20 juillet, Ulanhu, alors président de la région autonome de Mongolie intérieure de Chine, a été largement critiqué comme un « activiste anti-Parti » et persécuté. Il a également été critiqué par des dirigeants centraux comme Liu Shaoqi et Deng Xiaoping, eux-mêmes rapidement persécutés pendant la révolution,. Le 16 août, Ulanhu a été démis de ses fonctions et arrêté à domicile à Pékin.
En mai 1967, Teng Haiqing (滕海清) est devenu le chef de la région militaire de Mongolie intérieure. Le 27 juillet 1967, la branche nord du Comité central du Parti communiste chinois a annoncé qu'Ulanhu avait commis cinq crimes, dont « anti-maoïsme », « antisocialisme », « séparatisme », etc. Soutenu par Lin Biao, Jiang Qing et Kang Sheng, Teng Hai qing a lancé une purge massive qui visait à « déterrer » le « poison d'Ulanhu » en Mongolie intérieure,. 
Pendant la purge, le Parti révolutionnaire du peuple mongol intérieur (PRP), déjà dissous, aurait été rétabli et accédé au pouvoir depuis 1960. Ulanhu a été accusé d'être le chef d'un tel parti. Au moins des centaines de milliers de personnes ont été classées dans la catégorie des membres du PRP, considérés comme séparatistes et persécutés,,. Pendant la purge, la langue mongole a été interdite de publication et les Mongols ont été accusés d'être « les fils et héritiers de Gengis Khan ».
Durant cette période, la plupart des 1 400 temples bouddhistes que comptait la région avant l'arrivée au pouvoir des communistes furent détruits, les écoles enseignant la langue et l'écriture mongole furent fermées et écoliers forcés de fréquenter les écoles chinoises afin d'étudier avec des enfants Han. Dès 1970-71, toujours pendant la révolution culturelle, la langue et l'écriture mongole sont de nouveau enseignés en république populaire de Chine.

## Le massacre

### Méthodes de torture et de mise à mort

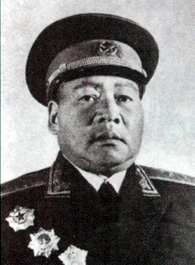
Teng Haiqing (滕海清)

Les méthodes utilisées pour le lynchage et le meurtre pendant la purge comprenaient le marquage avec des fers chauds, l'alimentation des déchets du four, l'enlèvement des foies, la pendaison, la coupe de la langue et du nez, le perçage des ongles, le perçage du vagin, le versement d'eau saline chaude dans les plaies, etc,,.

### Bilan de la mort
Selon l'acte d'accusation officiel du Parquet populaire suprême chinois, prononcé en 1980 après la révolution culturelle, pendant la purge, 346 000 personnes ont été arrêtées, plus de 16 000 ont été persécutées à mort ou tuées directement, et plus de 81 000 ont été blessées et handicapées de façon permanente,,,,,,.
Les autres estimations comprennent:
- Selon le savant Ba He (巴赫): près de 100 000 personnes ont été tuées, 700 à 800 000 ont été arrêtées et persécutées et plus d'un million ont été touchées[10].
- Selon l'historien Song Yongyi de la Université d'État de Californie à Los Angeles: une source non officielle souligne que le nombre de morts était d'au moins 40 000; 140 000 ont atteint le point de déformation permanente et près de 700 000 ont été persécutés[7].
- Selon l'historien Lhamjab A. Borjigin (拉幕札部), arrêté et poursuivi par le gouvernement chinois en 2019 pour avoir mené des recherches pertinentes: au moins 27900 ont été tués et 346000 ont été emprisonnés et torturés[12],[20],[21].

## Réhabilitation
Après la révolution culturelle, le nouveau chef suprême de la Chine, Deng Xiaoping, est arrivé au pouvoir en 1978 et a lancé le programme « Boluan Fanzheng ». Avec l'aide de Hu Yaobang, les victimes de millions de « cas injustes, faux et illicites (冤假错案) » ont été réhabilitées.
L'incident de la Mongolie intérieure a été considéré comme une « erreur » et ses victimes ont été réhabilitées en 1979 pendant la période du Boluan Fanzheng. Le Parti communiste chinois a imputé toute la purge à «la Bande des Quatre et à la clique Lin Biao »,. Les procès pour la Bande des Quatre ont commencé en 1980.
Dans les années 1980, il y a eu des appels au procès de Teng Haiqing, le commandant de la purge, mais le Comité central du PCC pensait que Teng avait fait des réussites pendant les guerres dans le passé et qu'il n'aurait pas à assumer la responsabilité de la purge,,. D'un autre côté, certains affiliés de Teng ont été condamnés à diverses peines d'emprisonnement, l'un des principaux affiliés mongols, Wu'er Bagan (乌兰巴干), condamné à 15 ans de prison.